# Portugalskie monety euro

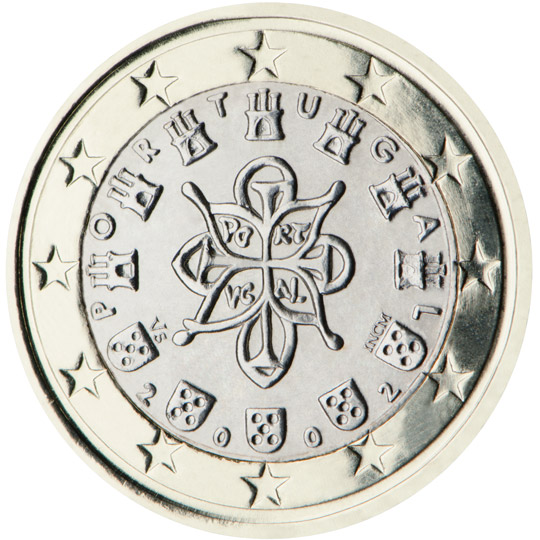
Moneta 1 euro

Awersy portugalskich monet euro wykonano według projektu Vítora Manuela Fernandesa dos Santos. Zainspirowanego przez historyczne symbole oraz pieczęcie pierwszego króla Portugalii Alfonsa I Zdobywcy. Wybrano spośród nadesłanych na ogólnokrajowy konkurs. Każdy z rysunków otacza napis Portugal. Między literami, stylizowany wizerunek zamku. A pomiędzy cyframi daty wybicia, godło państwa.
- 1 i 2 euro przedstawiają warowny zamek oraz herb Portugalii. Pośrodku pieczęć królewską z 1144 roku. Na rancie monety o
- 10, 20 i 50 centów przedstawiają pieczęć królewską z 1142 roku
- 1, 2 i 5 centów przedstawiają pierwszą pieczęć królewską z 1134 roku